# Nototropis swammerdamei
Nototropis swammerdamei är en kräftdjursart som först beskrevs av H. Milne Edwards 1830.  Nototropis swammerdamei ingår i släktet Nototropis och familjen Dexaminidae. Inga underarter finns listade i Catalogue of Life.